# آکوردئون

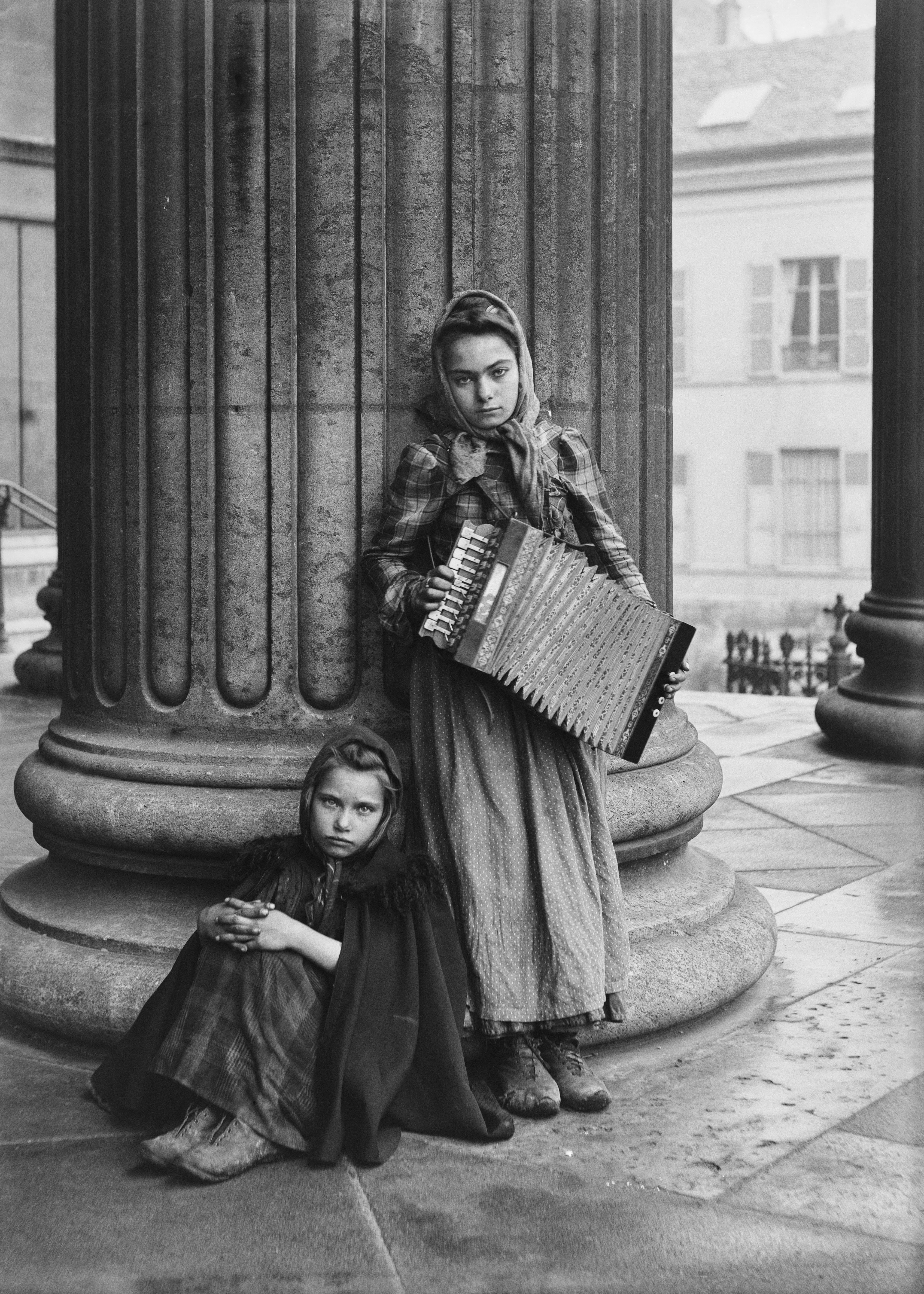
نگاره‌ای از ۲ دختربچهٔ نوازندهٔ خیابانی در حوالی دههٔ ۱۹۱۰ تا ۱۹۲۰ میلادی در پاریس. دختر بزرگ‌تر آکاردئونی در دست دارد.

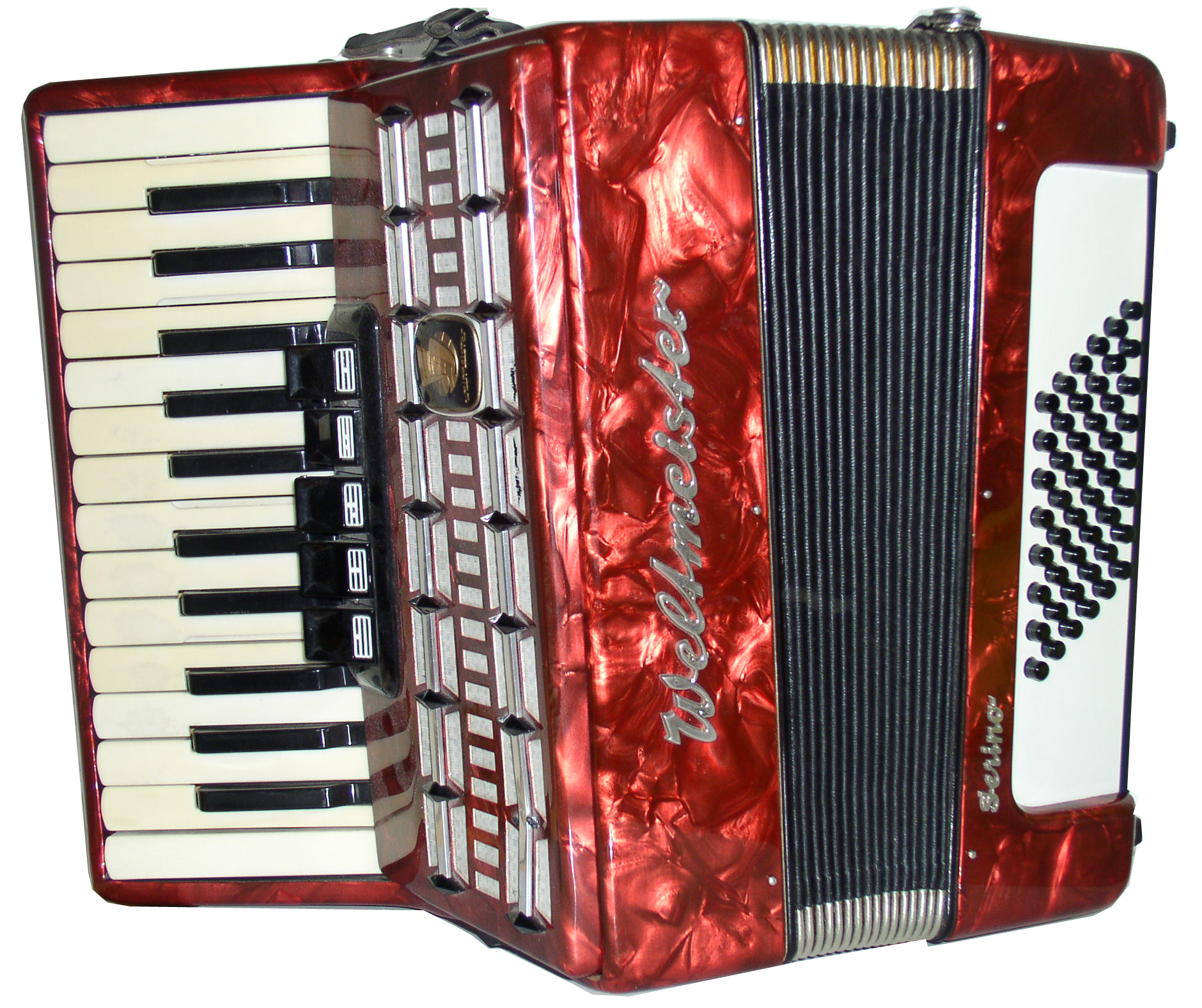
آکوردئون با صفحه کلید پیانومانند

آکوردئون یک ساز بادی شستی‌دار با سطح مورب متحرک در دو طرف و بدنه فانوسی است.
این ساز در اوایل قرن نوزدهم در اروپا اختراع شد و معمولاً در موسیقی محلی اروپا، آمریکای شمالی، آمریکای جنوبی و روسیه مورد استفاده قرار می‌گیرد. قدیمی‌ترین نام این ساز هارمونیکا است که یک اسم یونانی بوده و به معنی هارمونی موسیقایی به کار برده می‌شده‌است.
آکوردئون ساز آلمانیِ مشهوری است که شهرت جهانی از نظر سادگی و لطافت صدا را به خود اختصاص داده‌است.

## سازوکار
این ساز را نوازنده بین دو دست خود می‌گیرد که در میانهٔ آن، مجاری هوایی قرار دارند که با باز و بسته شدنشان توسط نوازنده صدا تولید می‌شود. در یک سمت صفحه‌کلید کوچکی تعبیه شده‌است که کلیدهای آن وظیفه کنترل ورود هوا به مجاری را دارند و در سمت دیگر جعبه طنین قرار دارد که معمولاً آن نیز دکمه‌های مخصوص خود را دارد.
بدنه چین‌دار آکوردئون مانند دَم آهنگران است. چون دو سر دم را با دو دست از هم دور کنند هوا وارد می‌شود، و چون نزدیک سازند هوا با فشار از آن خارج می‌شود. صدایی که از آکوردئون بیرون می‌آید به وسیله باریکه‌های فلزی به نام زبانه ساخته می‌شود، بدین ترتیب که، جریان یافتن هوا در دم زبانه‌های ساز را به ارتعاش درمی‌آورد و به عقب و جلو می‌راند. به عبارت دیگر جریان هوا زبانه‌ها را مرتعش می‌کند. هر یک از این زبانه‌ها چون به ارتعاش درآید صوتی مخصوص به خود خارج می‌کند. زبانه‌ها به شستیهای متصل است که بر بدنه آکوردئون روی جعبه طنین قرار گرفته‌اند. نوازنده در ضمن بازکردن و بستن دَم، با انگشتان خود شستی‌ها را فشار می‌دهد و نواهای گوناگونی می‌نوازد. کنسرتینا یک نوع آکوردئون ساده است. این ساز نزد دریانوردان رواج بسیار داشت.